# Sant Nazari (Sant Miquel de Campmajor)
Ermita privada propietat de Can Rovira. La primera vegada que trobem citada Sant Nazari, (Sancti Nazarii) es en la Butlla del Papa Benet VIII l'any 1017 que la restitueix com a posició dels monjos de Banyoles, més tard en les visites pastorals del 1346 i 1347 es demana als feligresos que la reparin, ells si neguen alegen que es privada, tot i això se sap que fou parròquia i havia tingut cementiri.
Degut als terratrèmols del 1427 i 1428 sembla que la capella va quedar molt deteriorada i nomes es mantingué en peu l'abscís de segle xi.
El primer propietari conegut de la capella de Sant Nazari fou “Arnaldo de Sancto Nazarii”, on és citat el 1253 en la venta que fa Pere abat de Banyoles.
Més tard, el 13 de setembre de 1268 tornem a trobar Arnau de Sant Nazari en la compra a Bernat de Labarut i a la seva mare Paula, de la compre de la meitat dels drets de dos molins a Banyoles.
Apareix novament el cognom a l'any 1287 en la concessió d'una feixa a tramuntana del cementiri de Sant Miquel la qual firma, B. de Sto Nazario i mes avall C. de Sto Nazario, junt amb eclesiàstics i molt homes del poble.
Més tard en el 1311 apareix Ramon de Sant Nazari que firma davant del notari públic de la vall de Bas, el 1313 firma Guillem de Sant Nazari capellà de Campmajor com a marmessor testamentari de Berenguer, capellà de Sant Martí de Campmajor. No es fins al 1396 quan apareix l'últim personatge amb aquest cognom i conegut com a Ramon de Sant Nazari que firma com a testimoni en un venta d'un camp a Sant Martí de Campmajor.
Molt probablement el cognom “de Sant Nazari” passa després a denominar-se “segnari”.
En el testament de 1652 Sebastià Segnari conegut com a “Sebastià de Sant Nazari” deixa totes les seves possessions a Esperança Segnari, muller de Miquel Rovira Puig-Frigola. En aquesta feta es on es perd el cognom Segnari. El mas de can Segnari i la capella passen a ser patrimoni de Can Rovira.
En un llibre d'escriptures de can Rovira s'explica que el 1730 “en lo temps de Francisco Rovira,
(rebesnet de Miquel Rovira Puig-Frigola i Esperança Segnari) “En Sant Nazari feu fer el retaula, y previngué rajols per a enrrejolar la capella: En la casa feu fer la sala; la cambra, y rebost de capdamunt de ella, y molt altres remiendos; també previngué rajols per la era; Feu fer la cabaña, la font ab canal, y oubi.
En el testament fet pel mateix Francisco Rovira al ----, deixa escrit en un apartat dedicat a la capella de Sant Nazari “ Vull, ÿ per anima mia, ÿ de qui jo estich obligat celebra mon tots anÿs in perpetuum sinch missas en lo dit St Nazari ab esta forma, la una servesca per missa matinal en la iglesia de St Miquel; las tres se repartescan á dir en la matinada de dit dia en la capella del mateix St, ÿ la ultima servesca de Ofici en la mateixa capella, ÿ en dit dia, la qual diga, ó fassa dir lo Rnt Rtr de dita parroquia donantli de charitat set sous de plata. Al dit Rnt donará dinar lo Hereu Rovira en dit dia, ÿ en cas que no vulla donarli dinar li donará á mes de la dita charitat sis sous bars. Dit Hereu Rovira combidará á son gust los altras quatra sacerdots, ab qui se compondrá tant en orde el salari, com en orde del dinar ab la condisió emperó que dits sacerdots han de acistir en lo ofici, ÿ cantar en el cor. Dit Hereu ha de tenir en dit dia vi, ÿ llum en dita capella per ditas missas; ÿ en cas dit Hereu tinga amohino, ÿ cansat cuÿdas de dita funció puga en tots temps quitarla donant al Rnt de dita parroquia, ÿ esmersant en lloch seixanta, ÿ sis lliuras, dich 66 übars, ab lo dit Rnt cuýdara de dita funció.”
A partir d'aquest moment no es revelen mes dades de la capella fins pràcticament els nostres temps.
La ultima restauració data del 1999 i fou encomanada per Roser Plana Rovira.
S'explica que l'hereu de can Rovira va fer la promesa de dir una missa i celebrar-ho amb gent del poble, cada any, el dia de Sant Nazari (28 de Juliol) si la pesta no s'enduia cap membre de la família.
Així va ser i des de llavors que cada d'any es fa aquesta festa, celebrant una missa a la capella de Sant Nazari l'últim cap de setmana de juliol.